# Richard G. Morris
Richard Graham Michael Morris (né en 1948) est un neuroscientifique britannique. 

## Travaux
Il est connu pour avoir développé le labyrinthe de Morris, qui est actuellement l'un des procédés les plus utilisés pour tester l'apprentissage chez les rongeurs, et pour son travail sur la fonction de l'hippocampe. 
Il est actuellement le directeur du Centre for Cognitive and Neural Systems (à Édimbourg en Écosse) et le Wolfson professeur de neurosciences à l'université d'Édimbourg. 
Il est Fellow de la Royal Society depuis 1997. Morris a été nommé Commander de l'Ordre de l'Empire britannique en 2007.